# 30575 Anacarolina
30575 Anacarolina è un asteroide della fascia principale. Scoperto nel 2001, presenta un'orbita caratterizzata da un semiasse maggiore pari a 3,121794 UA e da un'eccentricità di 0,020705, inclinata di 23,328505°rispetto all'eclittica. Ha un diametro di 10,433 km e un periodo di rotazione di 183,99 ore.